# Günter Schlimok
Günter Schlimok (* 1949) ist ein deutscher Hämatologe und Onkologe, Professor und ehemaliger Chefarzt am Klinikum Augsburg (heute Universitätsklinikum Augsburg).

## Leben
Schlimok studierte von 1970 bis 1976 Humanmedizin an der Ludwig-Maximilians-Universität München. Nach dem Abschluss des medizinischen Staatsexamens und Erlangung der Approbation promovierte er noch 1976 zum Thema „Vergleichende immunchemische Proteinuntersuchungen in Seren und Tracheobronchialsekreten bei Kindern unter besonderer Berücksichtigung des Immunglobulin A“. 1977 begann er seine Assistenzarztzeit an der II. Medizinischen Klinik des Klinikums in Augsburg, die er im Verlauf an der Medizinischen Klinik III des Klinikums Großhadern der Ludwig-Maximilians-Universität in München fortsetzte. 1983 absolvierte er seine Facharztprüfung und wurde im selben Jahr Oberarzt am Klinikum Augsburg. 1988 habilitierte er zum Thema „Mikrometastasen epithelialer Tumoren im Knochenmark – immunzytochemischer Nachweis und in-vivo-Markierung mit Hilfe monoklonaler Antikörper“ und wurde ein Jahr später zum leitenden Oberarzt ernannt. 1995 wurde Schlimok zum Chefarzt der II. Medizinischen Klinik am Klinikum Augsburg, dem er von 2001 bis 2003 außerdem als Ärztlicher Direktor vorstand. Mit Erreichen der offiziellen Altersgrenze trat Schlimok 2014 zurück, sein Nachfolger wurde Martin Trepel. Seitdem ist Schlimok als Vertrags- und Belegarzt am Diakonissenkrankenhaus Augsburg tätig. 2017 erhielt er die Bayerische Staatsmedaille für Verdienste um Gesundheit und Pflege. 2022 wurde ihm das Bundesverdienstkreuz am Bande verliehen.

## Wirken
Der klinische Forschungsschwerpunkt von Schlimok lag insbesondere im Einsatz von monoklonalen Antikörpern zur Therapie von hämatologischen Neoplasien. Schlimok ist Mitglied verschiedener medizinischer Fachgesellschaften und ist unter anderem Präsident der Bayerischen Krebsgesellschaft. Daneben ist er ehrenamtlich zum Beispiel als Schirmherr der Stiftung „Augsburg gegen Krebs“ engagiert.